# Canonada
|  | Per a altres significats, vegeu «canonada (informàtica)». |

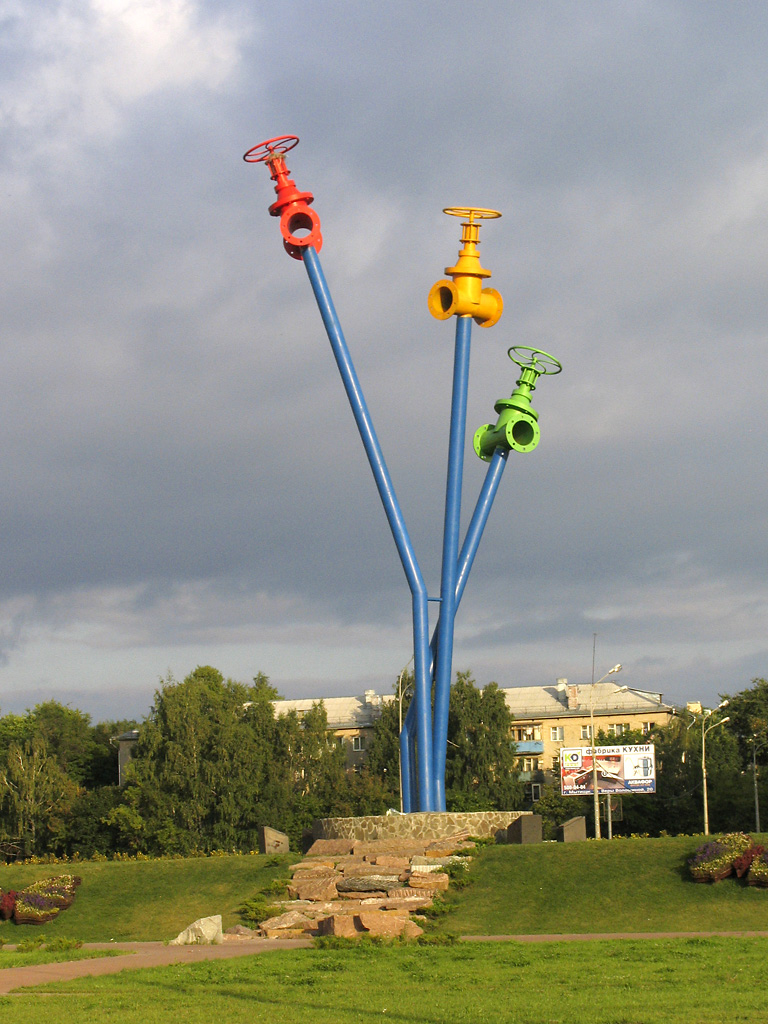
Monument a la primera canonada instal·lada a Mitisxi (Rússia).

Una canonada és un conducte de forma tubular destinat al transport de fluids i, eventualment, de matèries granulars i pulverulents. La seva secció tancada permet superar, per als líquids, la conducció gravitacional (característica en presència d'una superfície lliure). Forçant la circulació mitjançant l'increment de pressió entre els seus extrems s'aconsegueix un increment del cabal transportat, en incrementar tant la velocitat mitjana com la secció de transport útil. A més, l'increment de pressió aportat (p. ex. amb una bomba a l'extrem inicial) permet el transport ascendent, en transformar part de l'energia de pressió aportada a l'extrem inicial en energia potencial on la cota sigui superior.

## Canonades i vàlvules: les artèries del sistema
Tota canonada ha de complir tres requisits: suportar sense problemes la pressió de l'aigua de la xarxa, resistir la corrosió i no canviar ni el gust ni l'olor ni la potabilitat de l'aigua. Al llarg del segle vint hi ha hagut materials que han anat quedant obsolets gràcies a l'avanç de la tècnica i del coneixement. Per exemple, el ferro ha anat desapareixent per ser molt propens a l'oxidació; el plom també s'ha substituït per altres materials més saludables, i el fibrociment ha desaparegut del mercat pels efectes nocius sobre la salut els treballadors durant el procés de fabricació. Actualment, les nostres canonades són de diversos metalls com el coure, l'acer inoxidable o l'acer galvanitzat, de formigó per als grans diàmetres i de polietilè d'alta i baixa densitat.

## Materials
Les canonades es fabriquen en diversos materials en funció de consideracions tècniques i econòmiques. Sol usar-se el ferro fos, acer, llautó, coure, plom, formigó, polipropilè, polièster reforçat amb fibra de vidre (PRFV), PVC, i termoplàstic polietilè d'alta densitat (PEAD), etcètera.

### Tubs d'acer
Hi ha tres mètodes de fabricació de canonades d'acer:
1. Acer estirat o sense costura (sense soldadura). La canonada és un lingot cilíndric que s'escalfa en un forn abans de l'extrusió. A l'extrusió es fa passar per un dau cilíndric i posteriorment es fa el forat mitjançant un penetrador. La canonada sense costura és la millor per suportar la pressió gràcies a la seva homogeneïtat en totes les direccions. A més, és la forma més comuna de fabricació i, per tant, la més comercial.
2. Amb costura longitudinal. Es parteix d'una làmina de xapa, la qual es doblega per donar forma a la canonada. La soldadura que uneix els extrems de la xapa doblegada tanca el cilindre. Per tant, és una soldadura recta que segueix tota una generatriu. Variant la separació entre els rodets s'obtenen diferents corbes i amb això diferents diàmetres de canonada. Aquesta soldadura serà la part més feble de la canonada i marcarà la tensió màxima admissible.
3. Amb soldadura helicoïdal (o en espiral). La metodologia és la mateixa que el punt anterior, amb excepció que la soldadura no és recta sinó que recorre la canonada seguint la canonada com si fos roscada.

### Tubs d'acer galvanitzat
La canonada d'acer galvanitzat és una canonada d'acer (estirat o amb soldadura), com en el cas anterior, però a la qual s'ha sotmès a un procés de galvanitzat interior i exteriorment. El galvanitzat s'aplica després de format el tub. Igual que la d'acer al carbó, la placa es doblega als diàmetres que calguin. Hi ha costura i sense costura i s'utilitza per transportar aigua potable, gasos o olis. No s'han d'utilitzar amb fluids a temperatures superiors a 70 °C, ja que aquestes temperatures es destrueixen el galvanitzat.

### Tubs de ferro colat
Una canonada de ferro fos es fabrica mitjançant una bugada en un motlle o mitjançant injecció del ferro fos en un procés anomenat fosa, en el qual la canonada surt sense costura. L'avantatge d'aquest sistema és que les canonades tenen una gran durabilitat i resistència a l'ús. Per contra, són més fràgils davant dels cops i està subjecte a la corrosió si es fa servir amb un corrent d'aigua altament oxigenat.

### Tubs de coure
El tub de coure és un dels productes no fèrrics més versàtils: és òptim per a les instal·lacions de fontaneria, gas i calefacció a les llars, per la facilitat d'instal·lació (tall, soldadura). A més, és un material utilitzat en aplicacions industrials molt diferents, com són la conducció de fluids i el sector de l'energia sostenible.

### Tubs de fibrociment
Les canonades de fibrociment van començar a utilitzar-se en les primeres dècades del 1900, i fins a la dècada de 1960-1970 es va utilitzar àmpliament tant en sistemes d'abastament d'aigua potable com en sistemes de reg per pressió.
A Europa, a partir de la dècada de 1980 el seu ús comença a decaure i per a la de 1990 es comença a prohibir a alguns països europeus; a Espanya se'n prohibeix l'ús i la comercialització a partir de juny de 2002, ja que l'exposició freqüent a l'amiant, per mitjà de la inhalació de les seves petites fibres, podria ocasionar malalties irreversibles, com l'asbestosi i el càncer de pulmó. Al 2010, la majoria dels organismes finançadors multilaterals en tenien prohibit l'ús.

### Tubs degres
Les canonades de gres són fabricades d'una barreja d'argiles que s'han format, assecat i cremat fins a un punt que formen el material vitrificat, un material d'estructura densa, dura, impermeable i resistent als àcids i alcalins.

#### Avantatges
- Els tubs de gres, sobretot els vitrificats, són molt resistents a l'abrasió, ia l'atac de moltes substàncies químiques.

#### Desavantatges
- Els trams de tubs són curts, i generalment no superen una longitud d'un metre, cosa que incrementa el nombre d'unions i, conseqüentment, augmenta el perill de fuites.

### Tubs de formigó
La canonada de ciment, formigó o formigó armat és eficaç, econòmica i ecològica per a xarxes hidràuliques que treballen en règim lliure o en baixa pressió. L'experiència en la utilització és àmplia, ja que l'ús del formigó com a material de construcció és molt antic i ha tingut, al llarg del temps, moltes modificacions, tant en la composició dels materials utilitzats per al formigó com en els procediments constructius .
Els tubs de formigó poden ser de:
- formigó centrifugat
- formigó armat
- formigó pre-tensat

Evidentment les canonades de formigó, com totes les altres canonades, tenen avantatges i inconvenients. Les principals són:

#### Avantatges
- Els tubs de formigó poden ser construïts en llocs propers al lloc on seran emprats, amb part dels materials trobats al lloc.
- Els procediments constructius són relativament simples.
- Poden construir-se en una gamma de dimensions molt àmplia.
- Són relativament fàcils d'instal·lar.
- Un dels avantatges diferencials del tub de formigó armat és que permet adequar el tub a les càrregues del terreny i sobrecàrregues externes a què en cada posició del traçat estigui sotmesa la canonada, i la resistència de la canonada pot adaptar-se a les circumstàncies reals a que estigui sotmesa.

#### Desavantatges
- Són susceptibles a la corrosió interna i externa, en presència de sulfurs.[9]
- Exigeix un nombre considerable de juntes, cosa que propicia les infiltracions, ja sigui des de dins de la canonada, amb la qual cosa es pot contaminar el sòl, o des de l'extern del tub, cosa que produeix un increment del cabal transportat .

### Tubs de materials plàstics
Són canonades que es poden utilitzar a les llars, i serveix per subministrar o drenar fluids, com són les deixalles de tot tipus i aigua, també com a canonada de ventilació.
Entre els diferents tipus de canonada de plàstic, hi ha les que han estat manufacturades amb PVC, i són utilitzades per subministrar i drenar aigua. A molts països, les canonades de PVC representen la majoria dels materials de canonada utilitzats en aplicacions municipals soterrades per a la distribució d'aigua potable i les xarxes d'aigües residuals.
Com que són d'un material inflamable no són aptes per contenir líquids que es demostren amb temperatures molt altes.
La diversitat d'usos que pots donar a aquest tipus de canonada és ampli perquè el seu diàmetre és similar al de les canonades de coure.

## Usos de les canonades

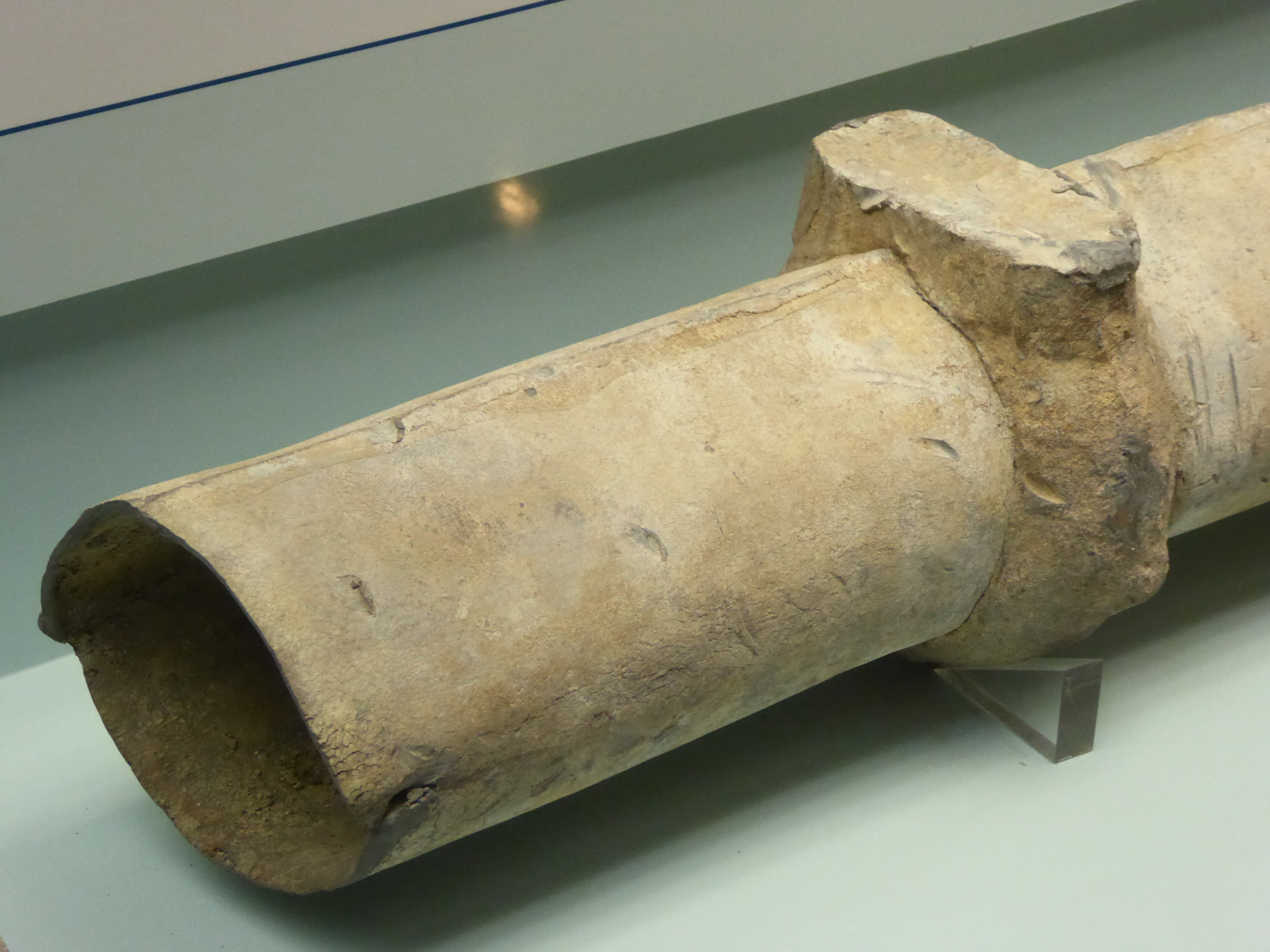
Canonada de plom procedent de l'antiga Caesaraugusta

### Sistemes d'abastament d'aigua
Els materials més comuns amb què es fabriquen tubs per a la conducció d'aigua són: PRFV, coure, PVC, polipropilè, polietilè (PEAD), acer i ferro dúctil (ISO-2531)（GB/T13295-2008.
Fins a la dècada de 1960-1970 eren molt utilitzades les canonades de fibrociment. Es van deixar d'utilitzar en fer-se cada cop més evidents les propietats cancerígenes de l'asbest que s'utilitzava en la fabricació del fibrociment. Actualment ja gairebé no s'utilitza el fibrociment, i les xarxes construïdes amb aquest material s'han anat substituint de mica en mica per altres materials.
Entre els sistemes d'abastament d'aigua, hi ha l'abastament als sistemes de protecció d'incendis, tant per portar aigua a les boques equipades (BIE) ia les no equipades (hidrants d'incendi) com als sistemes de ruixadors que s'obren quan la temperatura supera cert nivell, deixant passar l'aigua per apagar incendis.

### Desguassos
Els materials més comuns per al desallotjament de aigües servides són: PRFV, ferro colat, PVC, formigó o fibrociment. Fins a la dècada de 1950-1960 s'utilitzaven tubs de desguàs en plom. Després de nombrosos estudis sobre la seva perillositat per a la salut, va fer que les canonades de plom es catalogessin com a no aptes, cosa que va provocar la caiguda del seu ús.

Els nous materials que estan reemplaçant els tradicionals són el PRFV (polièster reforçat amb fibra de vidre), PEAD (polietilè d'alta densitat) i PP (polipropilè).

### Gas
Solen ser de coure o acer (dúctil o laminar, segons les pressions aplicades), segons el tipus d'instal·lació, encara que si són d'un material metàl·lic cal fer una connexió a la xarxa de terra. També s'estan començant a elaborar de PRFV, politicen reforçat amb fibra de vidre, en el cas de canonades de conducció amb requeriments tèrmics i mecànics menys exigents; a més, suporten altes pressions.

### Calefacció, climatització
Tradicionalment s'ha usat l'acer negre, el més adequat per a radiador d'aquest material o de fosa. Actualment s'usa el coure, material molt usat a les instal·lacions noves, però dona problemes per contacte amb altres metalls en presència d'aigua (corrosions) especialment amb emissors d'alumini (molt corrosible), per la qual cosa també s'utilitzen canonades de material plàstic. No s'han d'utilitzar canonades galvanitzades perquè l'aigua, a temperatures superiors a 60 °C, destrueix la protecció de zinc.
En xarxes enterrades s'empra canonada pre-aïllada.

### Ús industrial

#### Energia
En el transport de vapor d'alta energia s'empra acer aliat amb crom i molibdè.
Per a grans cabals d'aigua (refrigeració) s'empra polièster reforçat amb fibra de vidre (PRFV-fins a DN3200), ferro fos dúctil (fins a 2m de diàmetre) o acer al carboni. En el cas de la darrera, la canonada es fabrica a partir de xapa doblegada que posteriorment és soldada (canonada amb costura).
En l'àmbit de la producció d'energia hidràulica s'anomena tuberia forçada.

#### Petroquímica
Donada la varietat de productes transportats es troben materials molt diferents per atendre les necessitats de corrosió, temperatura i pressió. Cal ressenyar materials com el PRFV, Monel o l'Inconel per a productes molt corrosius.

#### Transport
El transport per canonada es construeix per facilitar el transport d'aigua, petroquímica, gasos, o altres a distàncies llargues o de vegades propers. La necessitat constant del recurs transportat determina la necessitat de transportar per canonada, quan és més eficaç que el transport per vaixell, carril o camions donat al terreny o faltes de carreteres.

## Estàndards
La fabricació i instal·lació de canonades a pressió està estrictament regulada per la sèrie de codis ASME "B31", com ara B31.1 o B31.3, que tenen la seva base en el codi de caldera i recipient a pressió ASME (BPVC). Aquest codi té força de llei al Canadà i als EUA. Europa i la resta del món tenen un sistema de codis equivalent. La canonada de pressió és generalment una canonada que ha de portar pressions superiors a 10 a 25 atmòsferes, encara que les definicions varien. Per garantir un funcionament segur del sistema, la fabricació, l'emmagatzematge, la soldadura, les proves, etc. de les canonades de pressió han de complir uns estàndards de qualitat estrictes.